# Nepal op de Olympische Zomerspelen 2024
Nepal nam deel aan de Olympische Zomerspelen 2024 in Parijs.

## Aantal Deelnemers
Hieronder volgt een overzicht van de atleten die zich reeds gekwalificeerd hebben voor de Olympische Zomerspelen van 2024.
| Sport       | Mannen | Vrouwen | Totaal |
| ----------- | ------ | ------- | ------ |
| Atletiek    | 0      | 1       | 1      |
| Badminton   | 1      | 0       | 1      |
| Judo        | 0      | 1       | 1      |
| Schietsport | 0      | 1       | 1      |
| Tafeltennis | 1      | 0       | 1      |
| Zwemmen     | 1      | 1       | 2      |
| Totaal      | 3      | 4       | 7      |

## Deelnemers en resultaten

### Atletiek

#### Loopnummers
Vrouwen
| atlete            | onderdeel | series | series | kwartfinale | kwartfinale | halve finale | halve finale | finale | finale |
| atlete            | onderdeel | tijd   | rang   | tijd        | rang        | tijd         | rang         | tijd   | rang   |
| ----------------- | --------- | ------ | ------ | ----------- | ----------- | ------------ | ------------ | ------ | ------ |
| Santoshi Shrestha | marathon  | n.v.t. | n.v.t. | n.v.t.      | n.v.t.      | n.v.t.       | n.v.t.       |        |        |

### Badminton
Mannen
| atleet       | onderdeel | groepsfase           | groepsfase           | groepsfase               | groepsfase | eliminatie           | kwartfinale          | halve finale         | finale / BM          | finale / BM    |
| atleet       | onderdeel | tegenstander uitslag | tegenstander uitslag | tegenstander uitslag     | rang       | tegenstander uitslag | tegenstander uitslag | tegenstander uitslag | tegenstander uitslag | rang           |
| ------------ | --------- | -------------------- | -------------------- | ------------------------ | ---------- | -------------------- | -------------------- | -------------------- | -------------------- | -------------- |
| Prince Dahal | enkelspel | Axelsen V 8-21, 6-21 | Nguyen V 7-21, 5-21  | Zilberman V 12-21, 10-21 | 4          | niet geplaatst       | niet geplaatst       | niet geplaatst       | niet geplaatst       | niet geplaatst |

### Judo
Vrouwen
| atleet                  | onderdeel | eerste ronde         | tweede ronde         | kwartfinale          | halve finale         | herkansing           | finale / BM          | finale / BM    |
| atleet                  | onderdeel | tegenstander uitslag | tegenstander uitslag | tegenstander uitslag | tegenstander uitslag | tegenstander uitslag | tegenstander uitslag | rang           |
| ----------------------- | --------- | -------------------- | -------------------- | -------------------- | -------------------- | -------------------- | -------------------- | -------------- |
| Manita Shrestha Pradhan | −57 kg    | Perišić V 00 - 10    | niet geplaatst       | niet geplaatst       | niet geplaatst       | niet geplaatst       | niet geplaatst       | niet geplaatst |

### Schietsport
Vrouwen
| atlete         | onderdeel        | kwalificaties | kwalificaties | finale         | finale         |
| atlete         | onderdeel        | punten        | ran           | punten         | rang           |
| -------------- | ---------------- | ------------- | ------------- | -------------- | -------------- |
| Sushmita Nepal | 10 m luchtgeweer | 607.8         | 42            | niet geplaatst | niet geplaatst |

### Tafeltennis
Mannen
| atleet          | onderdeel | voorronde            | eerste ronde         | tweede ronde         | derde ronde          | kwartfinale          | halve finale         | finale / BM          | finale / BM    |                |
| atleet          | onderdeel | tegenstander uitslag | tegenstander uitslag | tegenstander uitslag | tegenstander uitslag | tegenstander uitslag | tegenstander uitslag | tegenstander uitslag | rang           |                |
| --------------- | --------- | -------------------- | -------------------- | -------------------- | -------------------- | -------------------- | -------------------- | -------------------- | -------------- | -------------- |
| Santoo Shrestha | enkelspel | Diaw V 0 - 4         | niet geplaatst       | niet geplaatst       | niet geplaatst       | niet geplaatst       | niet geplaatst       | niet geplaatst       | niet geplaatst | niet geplaatst |

### Zwemmen
Mannen
| Atleet         | Onderdeel        | Series | Series | Halve finale   | Halve finale   | Finale         | Finale         |
| Atleet         | Onderdeel        | Tijd   | Rang   | Tijd           | Rang           | Tijd           | Rang           |
| -------------- | ---------------- | ------ | ------ | -------------- | -------------- | -------------- | -------------- |
| Alexander Shah | 100 m vrije slag | 51,91  | 59     | Niet geplaatst | Niet geplaatst | Niet geplaatst | Niet geplaatst |

Vrouwen
| atlete     | onderdeel        | series  | series | halve finale   | halve finale   | finale         | finale         |
| atlete     | onderdeel        | tijd    | rang   | tijd           | rang           | tijd           | rang           |
| ---------- | ---------------- | ------- | ------ | -------------- | -------------- | -------------- | -------------- |
| Duana Lama | 200 m vrije slag | 2:20.74 | 30     | niet geplaatst | niet geplaatst | niet geplaatst | niet geplaatst |